# Veneralia
Veneralia (en llatí Veneralia) era un antic festival romà que se celebrava el dia 1 d'abril (a les calendes d'abril) en honor de Venus Verticordia ('cambiadora de cors') i de Fortuna Virilis. La festa es va establir l'any 220 aC, just abans de l'inici de la Segona Guerra Púnica degut al mandat d'un oracle sibil·lí, segons explica Ovidi.
Aquell dia, les dones romanes, casades i solteres, anaven al temple de Venus i treien els collarets d'or de l'estàtua de la deessa. Feien un rentat sagrat a la imatge, i després substituïen els collarets d'or, per flors i roses per guarnir-la. Posteriorment les devotes anaven als banys públics masculins, cobrint-se amb mampares fetes de murta, que recordaven la llegenda en què Venus, sorpresa nua per uns sàtirs mentre prenia un bany, es va cobrir per salvar-se. Les dones, despullades, oferien encens a la Fortuna Viril, i obtenien de la deessa la facultat de poder amagar els seus defectes físics als homes. Finalment bevien roselles mòltes, dissoltes en llet i endolcides amb mel, la mateixa beguda que va beure Venus el dia del seu casament amb Vulcà. La cerimònia servia per garantir la bellesa a les devotes, i també per enfortir la seva personalitat i donar-les-hi noblesa.